# Sân bay quốc tế Don Mueang
Sân bay quốc tế Bangkok hay Sân bay Đôn Mường (tiếng Anh: Don Mueang International Airport) (IATA: DMK, ICAO: VTBD) (hay cũng  (Old) Bangkok International Airport) (tiếng Thái: ท่าอากาศยานกรุงเทพ, also Don Muang, tiếng Thái: ท่าอากาศยานดอนเมือง) là sân bay tại thủ đô Bangkok, Thái Lan. Sân bay này được mở cửa 27/3/1914 và ngày 28/9/2006 đã bị Sân bay Quốc tế Suvarnabhumi Bangkok thay thế. Hiện nay, sân bay này đã được chuyển thành sân bay quốc tế giá rẻ. Năm 2005, sân bay này phục vụ 38 triệu lượt khách, 160.000 lượt chuyến bay và 700.000 tấn hàng, xếp thứ 18 thế giới về lượng khách và thứ 2 châu Á về lượng khách.

## Các hãng hàng không hoạt động và tuyến bay
| Hãng hàng không      | Các điểm đến | Tuyến      |
| -------------------- | --- | ---------- |
| AirAsia              | Kuala Lumpur | Quốc tế    |
| Asian Air            | Sapporo-Chitose mới, Tokyo-Narita Theo mùa: Osaka-Kansai | Quốc tế    |
| City Airways         | Hồng Kông, Nanjing, Nanchang | Quốc tế    |
| City Airways         | Phuket | Trong nước |
| Indonesia AirAsia    | Denpasar (từ 6 tháng 3 năm 2015), Jakarta-Soekarno-Hatta, Medan, Surabaya (từ 1 tháng 8 năm 2015) | Quốc tế    |
| Kan Air              | Mae Sot | Trong nước |
| Maldivian            | Male | Quốc tế    |
| Malindo Air          | Kuala Lumpur | Quốc tế    |
| Nok Air              | Buriram, Chiang Mai, Chiang Rai, Chumphon, Hat Yai, Khon Kaen, Krabi, Lampang, Loei, Mae Sot, Nakhon Phanom, Nakhon Si Thammarat, Nan, Phitsanulok, Phrae, Phuket, Ranong, Roi Et, Sakon Nakhon, Surat Thani, Trang, Ubon Ratchathani, Udon Thani                                 | Trong nước |
| Nok Air              | TP. Hồ Chí Minh, Yangon Theo mùa: Nanjing | Quốc tế    |
| NokScoot             | Osaka-Kansai (ฺtừ 17 tháng 3 năm 2015), Seoul-Incheon (ฺtừ 17 tháng 3 năm 2015), Nanjing (ฺtừ 31 tháng 3 năm 2015), Tokyo-Narita (ฺtừ 1 tháng 3 năm 2015) | Quốc tế    |
| Orient Thai Airlines | Quảng Châu, Hồng Kông | Quốc tế    |
| Orient Thai Airlines | Phuket | Trong nước |
| R Airlines           | Ma Cao | Quốc tế    |
| R Airlines           | Chiang Mai | Trong nước |
| Scoot                | Singapore | Quốc tế    |
| Siam Air             | Hồng Kông | Quốc tế    |
| Solar Air            | Chumphon | Trong nước |
| Thai AirAsia         | Trường Sa, Chennai,Trùng Khánh, Denpasar, Quảng Châu, Hàng Châu, Hà Nội, TP. Hồ Chí Minh, Hồng Kông, Kuala Lumpur, Côn Minh, Ma Cao, Mandalay, Ninh Ba, Penang, Phnom Penh, Thâm Quyến, Siem Reap, Singapore, Vũ Hán, Xi'an, Yangon                                               | Quốc tế    |
| Thai AirAsia         | Chiang Mai, Chiang Rai, Hat Yai, Khon Kaen, Krabi, Loei (từ 9 tháng 2 năm 2015), Nakhon Phanom, Nakhon Si Thammarat, Nan (từ 9 tháng 2 năm 2015), Narathiwat, Phitsanulok, Phuket, Roi Et (từ 9 tháng 2 năm 2015), Sakon Nakhon, Surat Thani, Trang, Ubon Ratchathani, Udon Thani | Trong nước |
| Thai AirAsia X       | Osaka-Kansai, Seoul-Incheon, Tokyo-Narita | Quốc tế    |
| Thai Lion Air        | Jakarta-Soekarno-Hatta | Quốc tế    |
| Thai Lion Air        | Chiang Mai, Hat Yai, Udon Thani, Krabi, Phuket, Surat Thani | Trong nước |
| Thai Smile           | Chiang Mai, Khon Kaen, Phuket | Trong nước |
| Tigerair Taiwan      | Đài Loan-Đào Viên | Quốc tế    |
| V Air                | Đài Loan-Đào Viên | Quốc tế    |

## Giao thông và thống kê

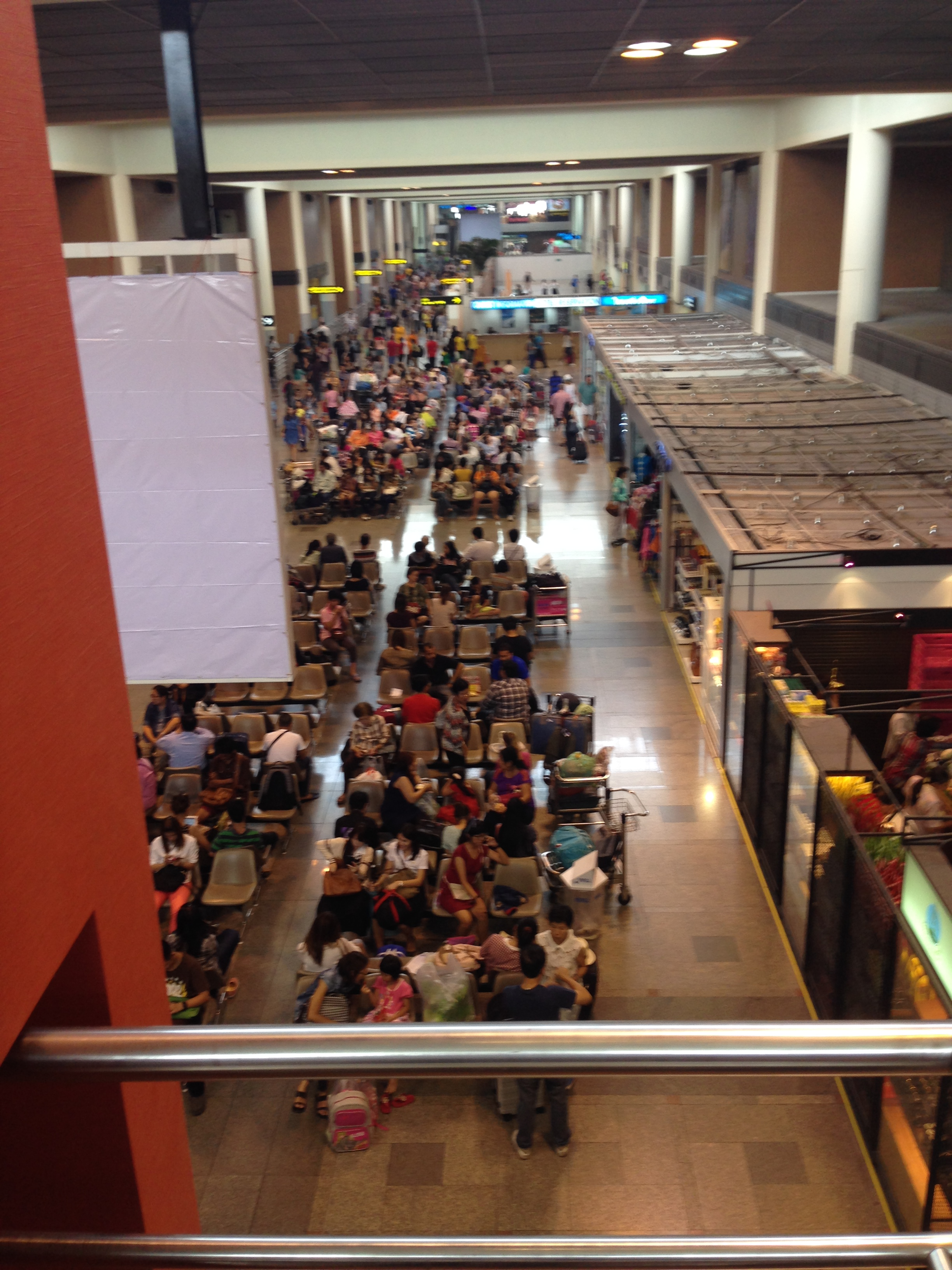
Sân bay quốc tế Don Mueang Terminal 1

### Tuyến quốc tế đông nhất
| Hạng | Sân bay                | Hành khách 2013 | % thay đổi 2012/13 | Hành khách 2012 |
| ---- | ---------------------- | --------------- | ------------------ | --------------- |
| 1    | Kuala Lumpur           | 976,559         | 390.58             | 199,063         |
| 2    | Singapore              | 552,663         | 288.85             | 142,128         |
| 3    | Ma Cao                 | 425,673         | 376.18             | 89,393          |
| 4    | Hồng Kông              | 290,767         | 408.96             | 57,130          |
| 5    | TP. Hồ Chí Minh        | 257,856         | 416.57             | 49,917          |
| 6    | Yangon                 | 245,083         | 275.67             | 65,239          |
| 7    | Trùng Khánh            | 204,499         | 357.16             | 44,732          |
| 8    | Jakarta-Soekarno-Hatta | 202,479         | 560.06             | 30,676          |
| 9    | Quảng Châu             | 177,805         | 523.53             | 28,516          |
| 10   | Vũ Hán                 | 156,853         | 463                | 27,860          |

### Tuyến nội địa đông nhất
| Hạng | Sân bay             | Hành khách 2013 | % thay đổi 2012/13 | Hành khách 2012 |
| ---- | ------------------- | --------------- | ------------------ | --------------- |
| 1    | Chiang Mai          | 1,872,291       | 131.16             | 809,960         |
| 2    | Phuket              | 1,782,840       | 221.81             | 554,003         |
| 3    | Hat Yai             | 1,657,984       | 118.78             | 757,825         |
| 4    | Udon Thani          | 850,390         | 83.29              | 463,949         |
| 5    | Nakhon Si Thammarat | 819,640         | 111.32             | 387,861         |
| 6    | Surathani           | 765,174         | 135.12             | 325,436         |
| 7    | Ubon Ratchathani    | 681,753         | 99.88              | 341,080         |
| 8    | Chiang Rai          | 675,835         | 116.48             | 312,192         |
| 9    | Krabi               | 542,709         | 371.87             | 115,012         |
| 10   | Trang               | 487,023         | 123.97             | 217,452         |

### Lưu lượng theo năm
|                             | Hành khách | Thay đổi so với năm trước | Biến động | Hàng hóa (tấn) |
| --------------------------- | ---------- | ------------------------- | --------- | -------------- |
| 2008                        | 5,043,235  | –                         | –         | –              |
| 2009                        | 2,466,997  | 051.1%                    | –         | –              |
| 2010                        | 2,999,867  | 021.6%                    | –         | –              |
| 2011                        | 3,424,915  | 014.2%                    | 51,301    | –              |
| 2012                        | 5,983,141  | 074.7%                    | 65,120    | 7,329          |
| 2013                        | 16,479,227 | 0472.70%                  | 154,827   | 25,657         |
| 2014                        | 21,546,568 | 030.75%                   | 172,681   | 29,086         |
| Nguồn: Sân bay của Thái Lan |            |                           |           |                |

## Liên kết
- Hướng dẫn du lịch Bangkok từ Wikivoyage
- Don Mueang International Airport, Official site
- News video of the last two flights from Don Mueang Lưu trữ ngày 11 tháng 3 năm 2007 tại Wayback Machine, as telecast on MCOT
- Dữ liệu hàng không thế giới thông tin về sân bay cho VTBD